# 吉浦剛史
吉浦 剛史（よしうら つよし、1988年11月27日 - ）は、キャリアアドバイザー。スポーツ庁スポーツキャリアサポートコンソーシアム推進委員、株式会社スポーツフィールドキャリアサポート推進室長、関メディベースボール学院キャリアサポートアドバイザー。全日本フルコンタクトコミッション（JKC) キャリアサポートアドバイザー
。
株式会社Newspo.キャリアサポートアドバイザー
アスリートのキャリア支援活動に幅広く従事。大学の授業や行政機関のイベントはじめメディアにも多数出演している。
2023年8月〜2024年6月末まで株式会社ニューラルポートの社外取締役にも従事した。PHP研究所が発行するビジネス雑誌「THE21」の2024年7月号からインタビュアーとして連載されている。

## 人物・略歴
奈良県出身。
大学卒業後大和ハウス工業に入社。新入社員時に住宅営業としてNHK特集に出演した経験もある。時を同じくして多くの大学でのキャリア講座に講師として招かれた。社内営業表彰を複数受賞後、大和ハウス工業を退社し2015年株式会社スポーツフィールドに入社。
2017年に株式会社サンリと提携し「アスリートNo.1プロジェクト」をスタート。
同年、「熊本県復興チャリティー BASEBALL FESTIVAL 2017 in大阪」でプロ野球選手との野球教室で集めた資金を熊本県の震災復興へと寄付する活動を主導した。同イベントには熊本県出身の阪神タイガースの岩貞祐太も参加した。
2018年には元読売ジャイアンツU12野球日本代表監督の仁志敏久を同社のアンバサダーに吉浦が招いたとされている。同年にはスポーツ庁が後援し全国大学体育連合が主催したスポーツ健康系学科長協議会に講師として招かれている。
翌年の2019年はPHP研究所と共同で「松下幸之助勉強会」をスタートさせ若年層への経営を学ぶ機会を提供。その「松下幸之助勉強会」に立命館大学の伊坂忠夫が代表理事を務める一般社団法人大学スポーツコンソーシアムKANSAIが後援をしている。
2020年からスポーツ庁委託事業「スポーツキャリアサポートコンソーシアム」の推進委員となる。
同年に関メディベースボール学院のキャリアサポートアドバイザーに就任。関メディベースボール学院のGM 井戸伸年に女子プロ野球で活躍した小西美加が吉浦を紹介したことがきっかけとされている。 。
2021年には酒井美緒が栄養学講座を開催する際に、元Jリーガーの村田和哉や北京五輪体操男子団体で銀メダルを獲得した沖口誠や棒高跳びでリオ五輪に出場した荻田大樹らにはたらきかけ実現した。
同年、第100代内閣総理大臣の岸田文雄が名誉会長となり、安倍晋三や菅義偉の内閣で要職を務めた河野太郎が顧問を務める全日本フルコンタクト空手コミッション（JKC）の設立時には代表の酒井寿和に東京大学名誉教授の宮下充正や大阪経済大学の若吉浩二など要人を紹介したとされている。
コロナ禍では同級生で元日本ハムファイターズのダース・ローマシュ匡らと前田健太のグッズを販売し収益を大阪府に寄付したことで大阪府知事の吉村洋文から感謝状が贈られている。
2022年に関メディベースボール学院と星槎大学が連携協定を締結した際に仲介役となったと言われている。
2022年11月20日フルコンタクト空手界初の学生選手権（インカレ）の開催に向けて尽力したと言われており。インカレ開催後に株式会社スポーツフィールド代表取締役の篠﨑克志も全日本フルコンタクト空手コミッションの顧問に就任している。
2023年8月に株式会社ニューラルポートの社外取締役の就任が発表された。
2024年6月に株式会社ニューラルポートの社外取締役を退任している。
PHP研究所が発行するビジネス雑誌THE21の2024年7月号からインタビュアーとして連載されている。